# Anthony Andeh
Anthony Andeh (ur. 16 sierpnia 1945 w Mmaku, zm. 12 maja 2010 w Enugu) – nigeryjski bokser, mistrz igrzysk Imperium Brytyjskiego i Wspólnoty Brytyjskiej, olimpijczyk.

## Kariera sportowa
Zdobył srebrny medal w wadze lekkiej (do 60 kg) na mistrzostwach Afryki w 1964 w Akrze. Wystąpił w wadze piórkowej (do 57 kg) na igrzyskach olimpijskich w 1964 w Tokio, gdzie pokonał w pierwszej walce Egipcjanina Badawiego El-Bedewiego, a w następnej przegrał z Tin Tunem z Birmy, odpadając z turnieju.
Zdobył srebrny medal w wadze lekkiej na igrzyskach afrykańskich w 1965 w Brazzaville (w finale pokonał go Alkaly Daffé z Gwinei). Również na mistrzostwach Afryki w 1966 w Lagos wywalczył srebrny medal w tej kategorii wagowej.
Największy sukces odniósł podczas igrzysk Imperium Brytyjskiego i Wspólnoty Brytyjskiej w 1966 w Kingston, zdobywając złoty medal w wadze lekkiej (w finale pokonał Anglika Rona Thurstona). Na kolejnych igrzyskach Brytyjskiej Wspólnoty Narodów w 1970 w Edynburgu odpadł w ćwierćfinale w kategorii lekkopółśredniej (do 63,5 kg).
Był mistrzem Nigerii w latach 1963–1966 i 1970.
W latach 1977–1980 stoczył trzy walki zawodowe.
Jego młodszy brat Davidson Andeh był również znanym bokserem, amatorskim mistrzem świata w 1978.